# KFNB – Nestor - Ariadne, Bihar - Üllö, Jason II
A NESTOR-ARIADNE, BIHAR-ÜLLŐ és a JASONII egy személyvonati  szerkocsis gőzmozdony-sorozat volt a Kaiser Ferdinands-Nordbahn-nál (KFNB).

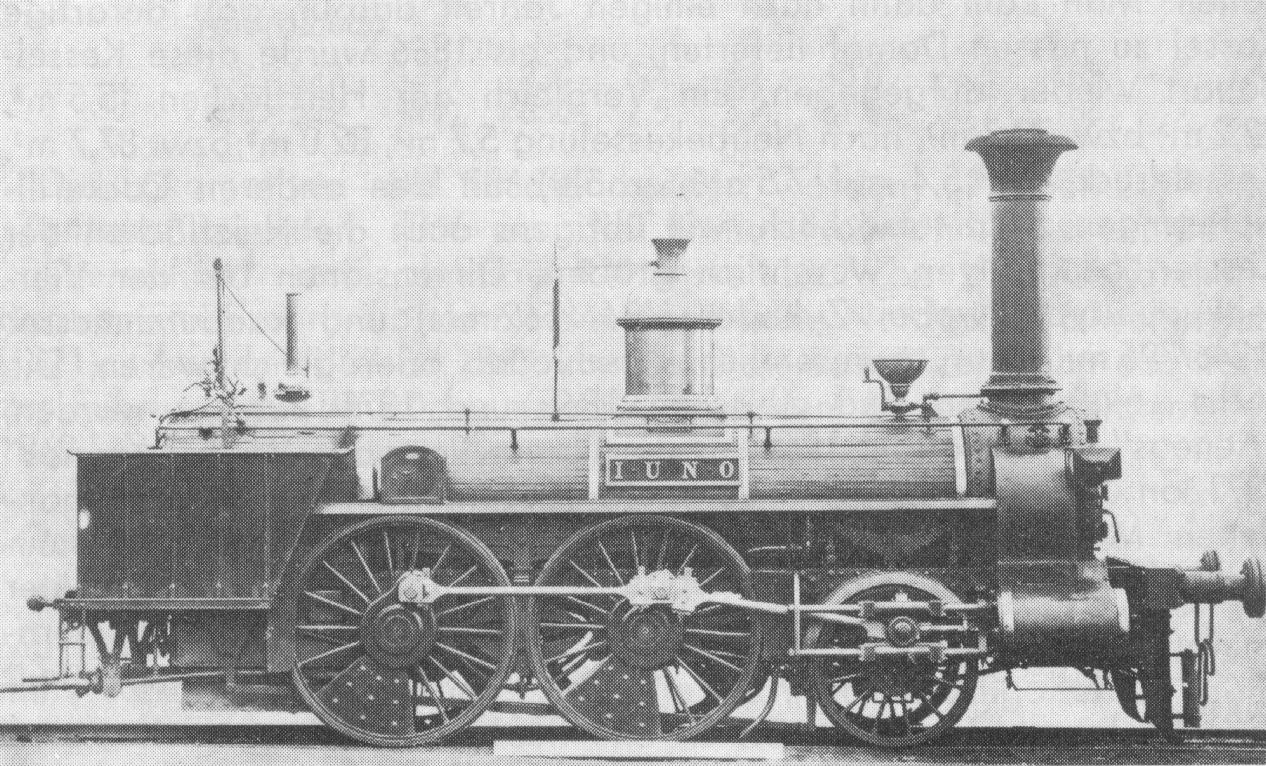
KFNB „Juno“

Valamennyi mozdonyt (a BIHAR - ÜLLÉS szállítási sorozat kivételével) 1846 és 1851 között a Bécs-Gloggnitz Vasút bécsi mozdonygyára építette a KFNB-nek 1B tengelyelrendezéssel. Ez volt a gyár vezetőjének, John Haswellnek az első próbálkozása a tipizálásra. Ezeknek a mozdonyoknak több eleme megegyezett az AUSTRIAII -SALAMANDER  tehervonati sorozat mozdonyaiéval.
A mozdonyoknak továbbfejlesztett Stephenson hosszkazánjuk volt, belsőkeretesek voltak, kívül vízszintesen elhelyezett gőzhengerekkel. A kerekeken ellensúlyok voltak és a hajtókerekek elé már homokszóró került.
1853 és 1865 között valamennyi mozdony nagyobb kazánt kapott. 1866-ban valamennyi mozdonyt felújítottak, új kazánokat kaptak és további átépítések is történtek, mivel eredetileg a mozdonyok egyes részletekben eltértek egymástól. A táblázatban az eredeti méretek találhatóak.
1856-ban a KFNB megvásárolta a Magyar Középponti Vasút (MKpV) (Ungarischen Zentralbahn, UZB) BIHAR -ÜLLŐ mozdonysorozatát (lásd: MKpV Czegléd - Bihar)
Később ezek a mozdonyok képezték a KFNB IIIa sorozatot.
A NAGYMAROS-t 1879-ben 1B n2v jellegű kompaund gőzmozdonnyá építették át, ám nem voltak megelégedve vele, így 1881-ben visszaalakították ikergépezetűvé.
A MINERVA kiskerekű tehervonati mozdonnyá lett átépítve és 289.13 pályaszámmal még a BBÖ állományába is bekerült, ahol 1924-ben selejtezték. A többi mozdony 1881 és 1900 között lett kivonva a szolgálatból.

## Fordítás
- Ez a szócikk részben vagy egészben  a   KFNB – Nestor bis Ariadne, Bihar bis Üllö, Jason II című német Wikipédia-szócikk fordításán alapul.  Az eredeti cikk szerkesztőit annak laptörténete sorolja fel. Ez a jelzés csupán a megfogalmazás eredetét és a szerzői jogokat jelzi, nem szolgál a cikkben szereplő információk forrásmegjelöléseként.